# UB 45
UB 45 war ein U-Boot des Typs UB II der Kaiserlichen Marine im Ersten Weltkrieg. Es wurde im Mittelmeer und im Schwarzen Meer eingesetzt. Im November 1916 sank das Boot, nachdem es in der Nähe von Warna auf eine Mine gelaufen war.

## Geschichte
UB 45 wurde im Juli 1915 bestellt und bei der AG Weser Werft in Bremen im September 1915 auf Kiel gelegt. Das Boot hatte eine Länge von 36,9 m und eine Wasserverdrängung von 272 t aufgetaucht bzw. 305 t getaucht. Bewaffnet war es mit zwei 50-cm-Bugtorpedorohren und insgesamt vier Torpedos sowie einem 8,8-cm-Decksgeschütz.
Eingesetzt werden sollte es zusammen mit fünf anderen U-Booten im Mittelmeer, UB 42 bis UB 47. Dafür wurden die Boote in Teilen per Eisenbahn zum k.u.k. Marinestützpunkt Pola transportiert, dort endmontiert und im Mai 1916 in Dienst gestellt. Vom 26. Mai bis zum 12. August 1916 gehörte UB 45 zur U-Flottille Pola, die aus Pola und Cattaro operierte. Danach war es bis zu seinem Untergang in Konstantinopel bei der U-Halbflottille Konstantinopel stationiert. In seiner sechsmonatigen Dienstzeit konnte UB 45 auf fünf Feindfahrten drei Schiffe mit zusammen 11.666 BRT versenken.

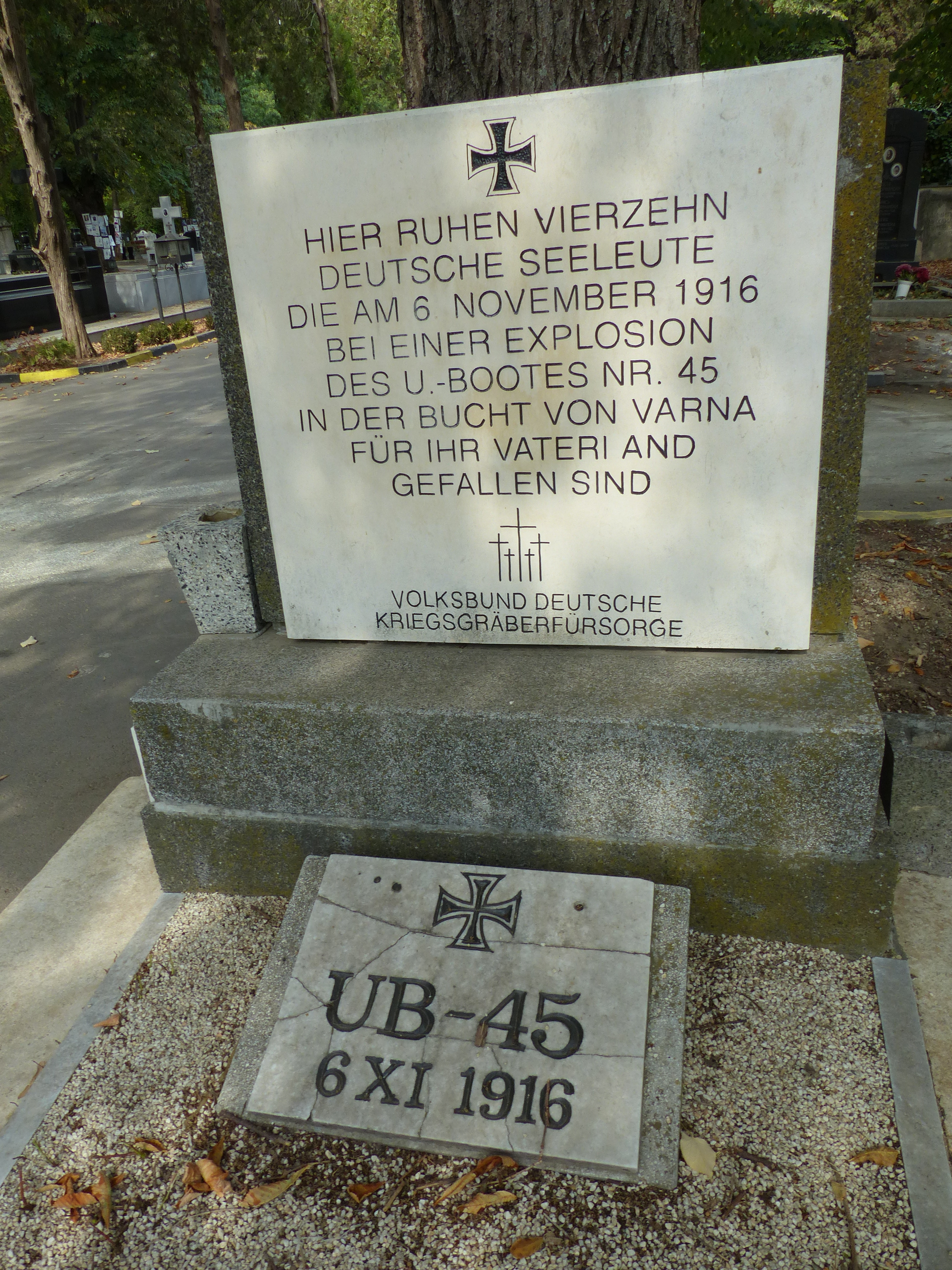
Kriegsgräberstätte auf dem Friedhof von Warna

Am 6. November 1916 lief UB 45 um 11 Uhr aus dem bulgarischen Hafen Warna in Begleitung des Torpedoboots Strogi aus, lief zwischen Kap Ekrene und dem Aladscha-Kloster beim Umgehen der Aladscha-Untiefe auf eine russische Mine, und sank schnell. Von den 19 Besatzungsmitgliedern wurden 5 gerettet, 14 starben sofort. Einer der geretteten Seeleute erlag später noch seinen Verletzungen.
1932 begannen bulgarische Marineeinheiten mit der Suche nach dem Wrack. Es wurde 1934 in 24 m Wassertiefe entdeckt, und nach 20 Monaten harter Arbeit am 25. Februar 1936 mit äußerst primitiven Mitteln vom Meeresboden zwischen dem Hafen und dem Marinestützpunkt in Warna geborgen. Es wurden spezielle Maßnahmen getroffen, um das U-Boot als Trainingsschiff wieder aufzubauen. Ingenieure der Herstellerwerft untersuchten das Boot vor Ort und hielten eine Reparatur für möglich. Aus Pietätsgründen entschied man sich schlussendlich gegen eine Wiederverwendung des U-Bootes.
Die im Boot gefundenen sterblichen Überreste der 14 Besatzungsmitglieder wurden am 26. Februar 1936 in Warna mit militärischem Zeremoniell begraben. Das Denkmal zu Ehren der getöteten Besatzungsmitglieder wurde am 12. August 1938 feierlich errichtet. Der Befehlshaber der bulgarischen Marine, Konteradmiral Iwan Warikletschkow (bulgarisch Иван Вариклечков), kümmerte sich persönlich um die feierliche Weihe.
Im Rahmen des ersten Besuches des deutschen Kreuzers Emden in Warna vom 28. Oktober bis 1. November 1936 legte deren Kommandant Kapitän zur See Walter Lohmann am 29. Oktober 1936 Ehrenkränze vor das Denkmal der Grenzschützer im Seegarten von Warna und vor das Grab der toten deutschen Seeleute von UB 45 nieder.
Im November 1938 fand der zweite Besuch des Kreuzers Emden in Warna statt. Kommandant Kapitän zur See Paul Wever legte Ehrenkränze vor das Denkmal der Grenzschützer im Seegarten von Warna und am Denkmal der deutschen Seeleute von UB 45 nieder. Die Bedeutung des deutschen U-Bootes U 17 und des bulgarischen U-Bootes UB 18 für die Verteidigung von Warna gegen die russischen Bombenangriffe am 14./27. Oktober 1915 wurde in Erinnerung gerufen.
Am 18. August 1991 haben bulgarische Seekadetten die Grabpflege übernommen. Mitte der neunziger Jahre beschloss eine eigens eingesetzte Kommission, das Denkmal an einer geeigneten Stelle im Seegarten von Warna wiederherzustellen, und die Gebeine der 15 toten Seeleute an eine zentrale Kriegsgräberstätte auf dem Friedhof von Warna zu überführen.